# Koncy
Koncy (biał. Концы; ros. Концы) – wieś na Białorusi, w obwodzie mohylewskim, w rejonie mohylewskim, w sielsowiecie Wiendaraż, nad Żywarezką i przy linii kolejowej Osipowicze – Mohylew.